# ایران‌وایر
ایران‌وایر یک رسانه فارسی‌زبان است که در سال ۲۰۱۳ توسط مازیار بهاری تأسیس شد. اخبار این رسانه توسط روزنامه‌نگاران حرفه‌ای خارج از ایران و شهروند خبرنگاران داخل ایران تهیه می‌شوند. اخبار ایران‌وایر به غیر از زبان فارسی به زبان‌های انگلیسی، عربی، کُردی، آذری و اسپانیایی نیز منتشر می‌شود.

## تاریخچه
به گفته مازیار بهاری، او پس از وقایع پس از انتخابات ۱۳۸۸ تصمیم گرفت رسانه‌ای ایجاد کند که روزنامه‌نگاران حرفه‌ای خارج از ایران را با شهروندان روزنامه‌نگار (اغلب معلمان، وکلا، پزشکان و دانش‌آموزان) در داخل کشور تطبیق دهد تا اخباری با کیفیت بالا و منبع خوب و قابل استناد ارائه کنند. به گزارش واشینگتن پست، ایران‌وایر از سال ۲۰۱۴ تقریباً به ۶۰۰۰ ایرانی آموزش داده‌است که چگونه رویدادهایی را که از نزدیک می‌بینند به یک محتوای روزنامه‌نگاری تبدیل کنند که بتواند تأیید شود و مورد بررسی دقیق قرار گیرد.
دفتر رسمی ایران‌وایر در لندن قرار دارد.

## انتشار اولین گزارش از مهسا امینی
نام مهسا امینی اولین بار بعد از یافتن شماره تلفن برادر او و تماس شهروند خبرنگارهای ایران‌وایر منتشر شد. پس از انتشار بیانیه مشترک سازمان اطلاعات سپاه و وزارت اطلاعات که در آن دو روزنامه‌نگار رسانه‌های داخلی به خبررسانی به رسانه‌های خارج از کشور متهم شده بودند، ایران‌وایر به عنوان اولین رسانه‌ای که خبر به کما رفتن «مهسا امینی» را همراه عکس او منتشر کرده بود، اعلام کرد که منبع این خبر روزنامه‌نگار نبوده و ایران‌وایر همواره برای حفظ امنیت روزنامه‌نگاران حرفه‌ای داخل ایران، از ارتباط با آن‌ها اجتناب کرده است.

## جوایز
ایران‌وایر در سال ۲۰۲۳ برنده جایزه مولتی‌مدیای بنیاد ورلد پرس فوتو برای پروژه «زن، زندگی، آزادی» شد. تمامی عکاسان این پروژه در حال حاضر ناشناس هستند.